# Creswell Crags

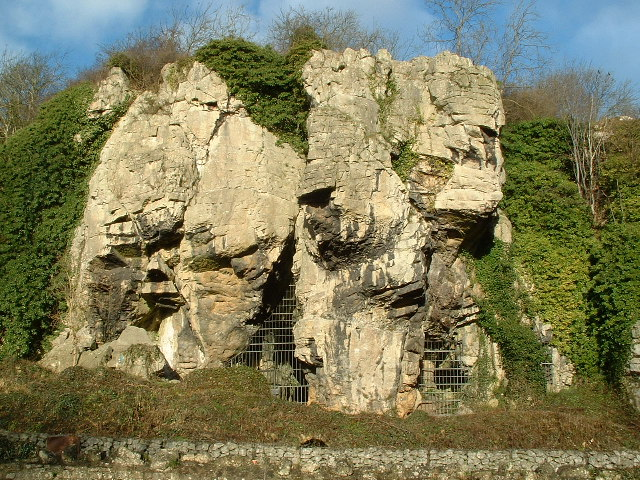
Creswell Crags

Creswell Crags è un canyon calcareo del Regno Unito, situato sul confine tra le contee del Derbyshire e del Nottinghamshire, in prossimità dei villaggi di Creswell, Whitwell ed Elmton. Le falesie sono punteggiate di grotte (tra cui alcune ornate) abitate durante il periodo dell'ultima glaciazione. Il sito ha dato il nome a una cultura del Paleolitico: il Creswelliano.